# Унион (футбольный клуб, Люксембург)
«Унион Люксембург» — ныне не существующий футбольный клуб из города Люксембург.

## История
Основан в 1925 году, путём объединения клубов «ЮС Холлерих Бонневен» и «Женесс Спортив Верлоренкост».

В 1940 году нацисты переименовали Унион, как и все другие клубы, в рамках процесса германизации. В период с 1940 по 1944 года Унион назывался нем. Verein für Rasenspiele 08 Luxemburg. Закончившийся период оккупации и возвращение названия мало повлияли на успех Униона. За первый 15 лет после окончания войны, они завоевали лишь 1 Кубок Люксембурга.

Тем не менее, все изменилось очень быстро, когда Унион добился очередной победы в Кубке 1959 года. Между 1959 и 1971 Унион 2 раза выигрывал Чемпионат Люксембурга, и 5 раз становился обладателем кубка. В период 70х-80х годов Унион всегда стабильно финишировал в 4 лучших. Но за 17 лет они лишь 2 раза играли в финале кубка, и 2 раза брали серебряные медали чемпионата.

В 2005, объединившись с клубами «Спора Люксембург» и «Альянс 01», образовал клуб Расинг.

## Достижения
- Чемпионат Люксембурга по футболу
  - Чемпион (6): 1926/27, 1961/62, 1970/71, 1989/90, 1990/91, 1991/92
  - Вице-чемпион (9): 1921/22, 1947/48, 1962/63, 1963/64, 1964/65, 1965/66, 1972/73, 1992/93, 1997/98
- Кубок Люксембурга по футболу
  - Обладатель (10): 1946/47, 1958/59, 1962/63, 1963/64, 1968/69, 1969/70, 1985/86, 1988/89, 1990/91, 1995/96
  - Финалист (8): 1922/23, 1925/26, 1932/33, 1936/37, 1960/61, 1961/62, 1966/67, 1977/78, 1982/83, 1996/97

В качестве «Холлерих Бонневуа»:
- Чемпионат Люксембурга по футболу
  - Чемпион (5): 1911/12, 1913/14, 1914/15, 1915/16, 1916/17
  - Финалист (8): 1909/10, 1917/18

## Выступление в еврокубках
Юнион 21 раз квалифицировался в еврокубковые соревнования.
- Кубок европейских чемпионов

Предварительный раунд (1): 1971/72
Первый раунд (4): 1962/63, 1990/91, 1991/92, 1992/93
- Кубок обладателей кубков УЕФА

Предварительный раунд(2): 1996/97, 1997/98
Первый раунд (8): 1963/64, 1964/65, 1969/70, 1970/71, 1978/79, 1984/85, 1986/87, 1989/90
- Кубок УЕФА

Предварительный раунд (1): 1998/99
Первый раунд (5): 1965/66, 1966/67, 1973/74, 1988/89, 1993/94